# Parastrangalis madarici
Parastrangalis madarici är en skalbaggsart som beskrevs av Holzschuh 2007. Parastrangalis madarici ingår i släktet Parastrangalis och familjen långhorningar. Inga underarter finns listade i Catalogue of Life.